# 福澤達哉
福澤達哉（日语：／ Tatsuya Fukuzawa，1986年7月1日—），是日本前男子排球運動員和國家排球隊成員，曾隨國家隊參加2008年北京奧運，也曾兩次獲得亞洲運動會獎牌。他於2021年7月14日宣布退役。

## 俱樂部
- 洛南高等学校
- 中央大學 (2004–2008)
- 松下黑豹 (2009–2015, 2016–2019)
- Copel Telecom (2015–2016)
- Paris Volley (2019–2021) (借出)
- 松下黑豹 (2021–2022)

## 外部連結
- 福澤達哉 (中央大學)
- V聯賽官方頁面 （页面存档备份，存于）
- 松下黑豹球員頁面